# Volley Towers 2013-2014
Questa voce raccoglie le informazioni riguardanti il Volley Towers nelle competizioni ufficiali della stagione 2013-2014.

## Stagione
La stagione 2013-14 è per il Volley Towers, sponsorizzato dall'Obiettivo Risarcimento e portando nel nome la denominazione della città di Vicenza, la prima in Serie A2: la squadra infatti ha conquistato l'accesso alla serie cadetta grazie alla vittoria dei play-off promozione della Serie B1 2012-13. Rispetto all'annata precedente la rosa viene quasi completamente confermata: gli unici tre innesti sono quelli di Boyana Andreeva, Caterina Cialfi e Silvia Fiori; in panchina siede Delio Rossetto.
Il campionato si apre con una vittoria per 3-0 sulla Polisportiva Antares: a questa seguono tre sconfitte consecutive, fino ad un nuovo successo contro il Gruppo Sportivo Volley Cadelbosco; dopo altri due stop di fila, la squadra di Breganze vince sia contro il Neruda Volley che contro l'Azzurra Volley San Casciano, per poi chiudere il girone di andata con la sconfitta contro la Beng Rovigo Volley ed il settimo posto in classifica. Il girone di ritorno inizia con due gare vinte: il prosieguo della stagione è però segnato solo da sconfitte ed altre quattro vittorie che portano la squadra a concludere la regular season al nono posto, posizione non utile per qualificarsi ai play-off promozione.
Tutte le formazioni partecipanti alla Serie A2 2013-14 sono di diritto qualificate alla Coppa Italia di categoria; il Volley Tower supera gli ottavi di finale eliminando la Pallavolo Villanterio, nonostante avesse perso la gara di andata per 3-2 e poi vinto quella di ritorno per 3-0, qualificandosi per un miglior quoziente set: nei quarti di finale invece viene sconfitta in entrambe le gare dal club di San Casciano in Val di Pesa, uscendo dalla competizione.

## Organigramma societario
Area direttiva
- Presidente: Flavio Grison
- Vicepresidente: Marco Restiglian
- Segreteria generale: Laura Seganfreddo

Area organizzativa
- Team manager: Alida Pretto
- Direttore sportivo: Delio Rossetto
- Dirigente: Flavio Grison
- Consigliere: Francesco Schena, Alessandra Miotti, Katia Missiaggia, Chiara Battistin

Area tecnica
- Allenatore: Delio Rossetto
- Allenatore in seconda: Adriano Cisotto
- Assistente allenatore: Alessandro Delia, Kin Cudic
- Scout man: Jacopo Palazzi
- Responsabile settore giovanile: Vincenzo Scalzotto

Area comunicazione
- Ufficio stampa: Alida Pretto

Area marketing
- Ufficio marketing: Amelio Spiller

Area sanitaria
- Medico: Annalisa Pauletto
- Preparatore atletico: Carlo Recher
- Fisioterapista: Claudio Salvato
- Sparring partner: Giulio Guzzonato, Oscar Panozzo

## Rosa
| N° | Nome                 | Ruolo | Data di nascita  | Nazionalità sportiva |
| -- | -------------------- | ----- | ---------------- | -------------------- |
| 2  | Valentina Pastorello | C     | 23 dicembre 1993 | Italia               |
| 3  | Michela Peretto      | S/O   | 20 ottobre 1982  | Italia               |
| 4  | Diletta Sestini      | C     | 3 maggio 1987    | Italia               |
| 5  | Alessia Lanzini      | L     | 28 agosto 1981   | Italia               |
| 6  | Isabella Milocco     | S     | 10 novembre 1990 | Italia               |
| 7  | Boyana Andreeva      | S/O   | 3 giugno 1991    | Bulgaria             |
| 8  | Laura Baggi          | S     | 2 gennaio 1992   | Italia               |
| 14 | Simona Ghisellini    | P     | 20 gennaio 1974  | Italia               |
| 16 | Silvia Fiori         | L     | 18 luglio 1994   | Italia               |
| 17 | Elena Fronza         | C     | 27 aprile 1992   | Italia               |
| 18 | Caterina Cialfi      | P     | 17 agosto 1995   | Italia               |

## Mercato
| Acquisti | Acquisti        | Acquisti      | Acquisti   |
| R.       | Nome            | da            | Modalità   |
| -------- | --------------- | ------------- | ---------- |
| S/O      | Boyana Andreeva | Marica        | definitivo |
| P        | Caterina Cialfi | Busto Arsizio | definitivo |
| L        | Silvia Fiori    | Trentino Rosa | definitivo |

| ? |

## Risultati

### Serie A2

#### Girone di andata
| 1ª giornata - 20 ottobre 2013 PalaCampagnola, Schio            | Towers       | 3 - 0 | Antares         | 25-16, 25-16, 25-22               |
| 2ª giornata - 27 ottobre 2013 PalaScoppa, Soverato             | Soverato     | 3 - 2 | Towers          | 25-14, 18-25, 25-18, 22-25, 15-13 |
| 3ª giornata - 3 novembre 2013 PalaCampagnola, Schio            | Towers       | 2 - 3 | Pavia           | 25-15, 25-27, 25-20, 20-25, 13-15 |
| 4ª giornata - 24 novembre 2013 PalaCampagnola, Schio           | Towers       | 0 - 3 | Flero           | 23-25, 16-25, 15-25               |
| 5ª giornata - 1º dicembre 2013 PalaRivalta, Reggio nell'Emilia | Cadelbosco   | 0 - 3 | Towers          | 18-25, 18-25, 21-25               |
| 6ª giornata - 8 dicembre 2013 PalaCampagnola, Schio            | Towers       | 2 - 3 | New Libertas    | 25-23, 25-21, 21-25, 23-25, 12-15 |
| 7ª giornata - 15 dicembre 2013 Palazzetto dello Sport, Monza   | Pro Victoria | 3 - 1 | Towers          | 25-20, 26-24, 21-25, 27-25        |
| 8ª giornata - 22 dicembre 2013 PalaCampagnola, Schio           | Towers       | 1 - 3 | Savino Del Bene | 25-23, 20-25, 17-25, 15-25        |
| 9ª giornata - 26 dicembre 2013 PalaResia, Bolzano              | Neruda       | 2 - 3 | Towers          | 25-20, 25-21, 24-26, 25-27, 7-15  |
| 10ª giornata - 6 gennaio 2014 PalaCampagnola, Schio            | Towers       | 3 - 0 | San Casciano    | 25-15, 25-23, 25-20               |
| 11ª giornata - 12 gennaio 2014 Palazzetto dello Sport, Rovigo  | Beng Rovigo  | 3 - 1 | Towers          | 25-19, 19-25, 25-16, 25-22        |

#### Girone di ritorno
| 12ª giornata - 26 gennaio 2014 PalaPozzillo, Sala Consilina       | Antares         | 1 - 3 | Towers       | 23-25, 22-25, 25-22, 22-25        |
| 13ª giornata - 1º febbraio 2014 PalaCampagnola, Schio             | Towers          | 3 - 2 | Soverato     | 17-25, 23-25, 28-26, 25-21, 15-6  |
| 14ª giornata - 9 febbraio 2014 PalaRavizza, Pavia                 | Pavia           | 3 - 0 | Towers       | 25-22, 25-12, 25-21               |
| 15ª giornata - 15 febbraio 2014 PalaGeorge, Montichiari           | Flero           | 3 - 0 | Towers       | 25-16, 25-14, 25-16               |
| 16ª giornata - 2 marzo 2014 PalaCampagnola, Schio                 | Towers          | 1 - 3 | Cadelbosco   | 20-25, 25-21, 20-25, 22-25        |
| 17ª giornata - 9 marzo 2014 PalaPuca, Sant'Antimo                 | New Libertas    | 1 - 3 | Towers       | 25-21, 19-25, 20-25, 13-25        |
| 18ª giornata - 16 marzo 2014 PalaCampagnola, Schio                | Towers          | 3 - 0 | Pro Victoria | 25-23, 25-18, 25-19               |
| 19ª giornata - 23 marzo 2014 Palazzetto dello Sport, Scandicci    | Savino Del Bene | 1 - 3 | Towers       | 17-25, 25-19, 17-25, 17-25        |
| 20ª giornata - 29 marzo 2014 PalaCampagnola, Schio                | Towers          | 1 - 3 | Neruda       | 14-25, 25-16, 20-25, 17-25        |
| 21ª giornata - 6 aprile 2014 Palazzetto dello Sport, San Casciano | San Casciano    | 3 - 0 | Towers       | 25-20, 26-24, 25-18               |
| 22ª giornata - 13 aprile 2014 PalaCampagnola, Schio               | Towers          | 3 - 2 | Beng Rovigo  | 25-27, 25-22, 25-23, 21-25, 16-14 |

### Coppa Italia di Serie A2

#### Fase a eliminazione diretta
| Ottavi di finale (andata) - 9 novembre 2013 PalaRavizza, Pavia                    | Pavia        | 3 - 1 | Towers       | 20-25, 25-21, 25-19, 25-22 |
| Ottavi di finale (ritorno) - 17 novembre 2013 PalaBorin, Lugo di Vicenza          | Towers       | 3 - 0 | Pavia        | 25-23, 27-25, 25-22        |
| Quarti di finale (andata) - 19 gennaio 2014 PalaBorin, Lugo di Vicenza            | Towers       | 1 - 3 | San Casciano | 19-25, 25-23, 24-26, 23-25 |
| Quarti di finale (ritorno) - 22 gennaio 2014 Palazzetto dello Sport, San Casciano | San Casciano | 3 - 1 | Towers       | 25-15, 22-25, 25-22, 26-24 |

## Statistiche

### Statistiche di squadra
| Competizione             | Punti | In casa | In casa | In casa | In trasferta | In trasferta | In trasferta | Totale | Totale | Totale |
| Competizione             | Punti | G       | V       | P       | G            | V            | P            | G      | V      | P      |
| ------------------------ | ----- | ------- | ------- | ------- | ------------ | ------------ | ------------ | ------ | ------ | ------ |
| Serie A2                 | 30    | 11      | 5       | 6       | 11           | 5            | 6            | 22     | 10     | 12     |
| Coppa Italia di Serie A2 | -     | 2       | 1       | 1       | 2            | 0            | 2            | 4      | 1      | 3      |
| Totale                   | -     | 13      | 6       | 7       | 13           | 5            | 8            | 26     | 11     | 17     |

G = partite giocate; V = partite vinte; P = partite perse

### Statistiche dei giocatori
| Giocatore     | Serie A2 | Serie A2 | Serie A2 | Serie A2 | Serie A2 | Coppa Italia di Serie A2 | Coppa Italia di Serie A2 | Coppa Italia di Serie A2 | Coppa Italia di Serie A2 | Coppa Italia di Serie A2 | Totale | Totale | Totale | Totale | Totale |
| Giocatore     | P        | PT       | AV       | MV       | BV       | P                        | PT                       | AV                       | MV                       | BV                       | P      | PT     | AV     | MV     | BV     |
| ------------- | -------- | -------- | -------- | -------- | -------- | ------------------------ | ------------------------ | ------------------------ | ------------------------ | ------------------------ | ------ | ------ | ------ | ------ | ------ |
| B. Andreeva   | 19       | 163      | ?        | ?        | ?        | 4                        | 28                       | 23                       | 4                        | 1                        | 23     | 191    | ?      | ?      | ?      |
| L. Baggi      | 21       | 238      | ?        | ?        | ?        | 4                        | 49                       | 40                       | 8                        | 1                        | 25     | 287    | ?      | ?      | ?      |
| C. Cialfi     | 20       | 21       | ?        | ?        | ?        | 4                        | 6                        | 3                        | 0                        | 3                        | 24     | 27     | ?      | ?      | ?      |
| S. Fiori      | 13       | -        | -        | -        | -        | 4                        | -                        | -                        | -                        | -                        | 17     | -      | -      | -      | -      |
| E. Fronza     | 18       | 126      | ?        | ?        | ?        | 4                        | 39                       | 26                       | 9                        | 4                        | 22     | 152    | ?      | ?      | ?      |
| S. Ghisellini | 21       | 32       | ?        | ?        | ?        | 4                        | 6                        | 5                        | 0                        | 1                        | 25     | 38     | ?      | ?      | ?      |
| A. Lanzini    | 22       | -        | -        | -        | -        | 4                        | -                        | -                        | -                        | -                        | 26     | -      | -      | -      | -      |
| I. Milocco    | 22       | 294      | ?        | ?        | ?        | 4                        | 62                       | 55                       | 3                        | 4                        | 26     | 356    | ?      | ?      | ?      |
| V. Pastorello | 19       | 105      | ?        | ?        | ?        | 3                        | 12                       | 6                        | 6                        | 0                        | 22     | 117    | ?      | ?      | ?      |
| M. Peretto    | 20       | 196      | ?        | ?        | ?        | 2                        | 9                        | 8                        | 1                        | 0                        | 22     | 205    | ?      | ?      | ?      |
| D. Sestini    | 20       | 162      | ?        | ?        | ?        | 4                        | 26                       | 23                       | 1                        | 2                        | 24     | 188    | ?      | ?      | ?      |

P = presenze; PT = punti totali; AV = attacchi vincenti; MV = muri vincenti; BV = battute vincenti